# IAU通報
國際天文學聯合會通報（International Astronomical Union Circulars，IAU Circulars），中文简称IAU通报，英文简称IAUCs，创刊于1920年，是一份由总部位于美国马萨诸塞州剑桥市的天文電報中央局不定期发行的提供有關於行星衛星、新星、超新星和彗星的新發現和後續資料。
IAUCs在1920年至1922年首度由比利時皇家天文台發行，因為當時的國際天文學聯合會總部設在該地；1922年，當IAU總部遷移到丹麥的哥本哈根時，天文電報中心編輯部也遷移到哥本哈根天文台，IAUCs的發行也隨之轉移（第二代）。在1964年底，CBAT從哥本哈根遷移至麻塞諸塞州剑桥市，隸屬於哈佛大學天文台的史密松天體物理台，目前仍在該處。哈佛大學天文台從1883年至1964年底都在維護西半球的天文中心編輯部，當時它的工作人員也在IAU的CBAT；HCO從1926年至1964年底與CBAT同步/補充發行它自己的IAUC卡片，但是當CBAT遷移至同一棟建築物內時，IAUC卡片就停止發行了。
IAUCs通過美國郵政服務、電子郵件和天文電報中央局/小行星中心 (CBAT/MPC) 的電腦服務。從1895年迄今，在劍橋、哥本哈根、和比利時皇家天文台發行的大部分IAUCs，都可以在CBAT的網站上查看。

## 外部連結
- 《国际天文学联合会通报》（页面存档备份，存于）